# زیردریایی کارگو وسل
زیردریایی کارگو وسل (به انگلیسی: Submarine Cargo Vessel) یک زیردریایی است که طول آن ۱۷۵ متر (۵۷۴ فوت ۲ اینچ) می‌باشد.